# Fred Mustard Stewart
Fred Mustard Stewart (Anderson, 17 settembre 1932 – New York, 7 febbraio 2007) è stato uno scrittore statunitense specializzato in romanzi di orrore psicologico.

## Biografia
Stewart ha frequentato la Lawrenceville School nel New Jersey, classe 1950. Si è laureato alla Princeton University nel 1954, dove era membro del Colonial Club. Inizialmente aveva progettato di diventare un pianista da concerto e ha studiato con Eduard Steuermann alla Juilliard School.
I suoi libri più popolari sono Mephistovalzer (1969), adattato in un film con Alan Alda; Niki (1976), adatta in un film con Mary Tyler Moore; Un secolo, best seller del 1981; e L'isola promessa (1983), adattato in una miniserie della CBS del 1984.

## Opere

### Savage Family Saga
- The Magnificent Savages (1996)
- The Young Savages (1998)
- The Naked Savages (1999)
- The Savages in Love and War (2001)

### Altri romanzi
- Mephistovalzer (The Mephisto Waltz) (1969)
- L'enzima Matusalemme (The Methuselah Enzyme) (1970)
- Lady Darlington (1971)
- The Mannings (1973)
- Star Child (1974)
- Niki (Six Weeks) (1976)
- Rabbia contro il cielo (A Rage Against Heaven) (1978)
- Un secolo (Century) (1981) America
- L'isola promessa (Ellis Island) (1983)
- Bagliori d'oro (The Glitter and the Gold) (1985)
- Titano (The Titan) (1985)
- Pomp and Circumstance (1991)

## Sceneggiature
- L'anello del mistero (The Norliss Tapes), regia di Dan Curtis – film TV (1973)

## Adattamenti delle sue opere
- La macchia della morte (The Mephisto Waltz) (1971) - da Mephistovalzer
- Niki (Six Weeks) (1982) - da Niki
- Ellis Island (1984) – miniserie TV - da L'isola promessa